# Paa blanfordii
Paa blanfordii é uma espécie de anfíbio da família Ranidae.
Pode ser encontrada nos seguintes países: China, Índia, Nepal e possivelmente em Butão.
Os seus habitats naturais são: regiões subtropicais ou tropicais húmidas de alta altitude, campos de altitude subtropicais ou tropicais e rios.